# START I

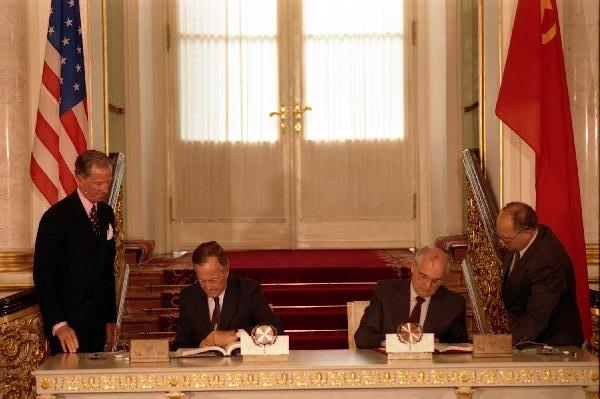
USA:s president George H.W. Bush and Sovjetunionens ledare Michail Gorbatjov undertecknar fördraget.

START I (Strategic Arms Reduction Treaty) var ett bilateralt nedrustningsavtal mellan USA och Sovjetunionen gällande strategiska kärnvapen. Fördraget undertecknades den 31 juli 1991 och trädde i kraft den 5 december 1994.  Parterna lovade att deras arsenaler skulle minska till max 6 000 kärnstridsspetsar var, och begränsade summan av antalet interkontinentala ballistiska robotar (ICBM) och bombplan till max 1 600 var.
Förhandlingarna som ledde till START I-avtalet inleddes på initiativ av Ronald Reagan. Under 1990-talet fortsatte förhandlingarna om ett START II och sedan ett START III-avtal, men parterna lyckades inte komma överens om avtalens innehåll.
Den 8 april 2010 undertecknades det "nya" New START-fördraget i Prag av USA:s president Barack Obama och Rysslands president Dmitrij Medvedev. Efter dess ratificering trädde fördraget i kraft den 26 januari 2011, vilket innebar löften om ytterligare minskningar av amerikanska och ryska strategiska kärnvapnen till februari 2026.